# Поповка (Великописаревский район)
Поповка (укр. Попівка) — село, Поповский сельский совет, Великописаревский район, Сумская область, Украина.
Является административным центром Поповского сельского совета, в который, кроме того, входят сёла Луговка и Стрелецкая Пушкарка.

## Географическое положение
Село Поповка находится наберегу реки Ворсклица,
выше по течению на расстоянии в 1 км расположено село Сподарюшино (Белгородская область),
ниже по течению на расстоянии в 1,5 км расположено село Ездецкое.
Река в этом месте извилистая, образует лиманы, старицы и заболоченные озёра.

## История
1785 год. Экономические примечания на слободу Поповку, Любимые Буды тож
Прежде бывшего Вольновского Троицкого монастыря а ныне ведомства Коллегии. Проживают экономические подданные черкасы. дворов 104, мужчин 437, женщин 442. Пашни 1012 десятин 237 сажень; сенных покосов 164 десятины; леса строевого 162 десятины; леса дровяного 282 десятины; неудобностей 139 десятин 1986 сажень; под поселением 47 десятин 805 сажень. Всего 1802 десятины 628 сажень.
Положение имеет по обе стороны реки Ворсклицы а дачею простирается по реке и по обе стороны речки Любин колодязь. Та река в жаркое летнее время глубиною бывает в лва аршина шириною в пятнадцать сажень. Речка Любин колодязь глубиною в четверть аршина, а шириною в одну сажень. В них рыба: щуки, окуни, плотва, караси, лини. На реек две мучные мельницы о трех поставах действуют во весь год. На речке Любин колодязь одна мельница об одном поставе действие имеет только в полную воду. Вода для употребления людям и скоту здорова.
В той слободе прежде бывшей состоит монастырь каменный во имя Живоначальной Троицы. Кргом оного каменная ограда и кельи каменные. При нём сад с плодовыми деревьями яблоневыми, грушевыми, вишневыми используется для монастырского расходу.
Грунт земли чернозем, из посеянного на ней хлеба лучше родится рож, овес, гречиха, а прочие семена посредственные. Сенные покосы травой против других жительств хуже. Лес растет строевой дубовый, осиновый, березовый, который в отрубе 6 вершков, в длину от двух и до трех сажень. Между ним дровяной тех же родов. В нём звери: волки, зайцы, лисицы, синицы, соловьи, дрозды, тетерева, дикие утки, куропатки. Земля обрабатывается вся без остатку.
Жители промыслов и торгов не имеют. Женщины сверх полевой работы упражняются в рукоделии прядут лен и посконь, шерсть, ткут холсты и сукна для себя.
1848 год. Из клировой ведомости Троицкой церкви
Построена неизвестно когда и кем. Зданием каменная с такой же колокольней.
Священник Иоанн Иоаннович Ильин 39, сын священника. Окончил Харьковский Коллегиум в 1836 году и определён к сей церкви.
Дьячок Николай Иосифович Балановский 30, сын дьячка. В училищах не обучался, определён в 1832 году к Рождество-Богородичной церкви с. Дорофеевка Валковского уезда. В сей церкви с 1845 года. Жена Параскева Павловна 27, дети: Александра 6, Мария 1.
Пономарь Косма Алексеевич Торанский 20 лет, сын пономаря. Окончил в 1840 году Ахтырское приходское училище и определён к Иоанно-Предтечевской церкви с. Лютовка. В сей церкви с 1842 года.
Дворов 162. Мужчин 650. Женщин 702.
Деревня Гутниковка, помещик коллежский регистратор Иван Васильевич Мальцов, дворов 5, мужчин 23, женщин 36. Свободных хлебопашцев дворов 21, мужчин 86, женщин 99.
Деревня Кобылевка, помещик поручик Косма Ильич Коваоев, дворов 2, мужчин 6, женщин 6.
Церковный староста казённый крестьянин Кирилл Васильевич Пирлик 56 лет. С 1841 года.
1857 год. Упраздненный Вольновский Троицкий монастырь
Вольновский Троицкий монастырь на р. Ворсклице, в шести верстах от бывшего города Вольного и в 40 — от Богодухова.
О начале сей обители сохранились и древние акты, и кое-что из предания. По актам, стрельцы города Вольного в 1675 г. отдали из своей поместной земли 40 дес. церкви пр. Илии, к которой пригласили они в священника набожного Антония Иванова. О. Антоний скоро овдовел и решился на пожертвованной по его заботам земле, согласно с желаниями стрельцов, построить монастырь в честь Св. Троицы с приделами храма в честь свят. Николая и в. м. Никиты. Предание говорит, что о. Антоний с посохом странника отправлялся в разные места России отыскивать ревнителей монашества, которые согласились бы жить с ним в краю опасном; отселе и образовавшийся монастырь его назывался в народе накликанным. В 1684 г. стрельцы дали под новый монастырь из поместной своей земли ещё 50 четв. в поле, а в двух по столько же. Царскою грамотою августа 27 дня 1688 г. утверждены были пожертвования стрельцов за монастырем. В 1693 г. отведено было ещё на 20 четв. земли монастырю из числа незанятых земель Вольновского уезда. «Мая 20 по Вел. Государей указу и по грамате из Разряда, а по челобитью строителей чернаго попа Анфима (прежняго о. Антония) земля обмежевана и передана монастырю. Первый храм во имя Св. Троицы с двумя придельными престолами освящен был в новом монастыре в 1685 г. по грамате митрополита Аврамия». В 1745 г. освящен был каменный храм, довольно величественный, оставшийся по закрытии монастыря приходским для монастырской деревни Поповки. В нём хранятся замечательные древности обители: а) напрестольный крест деревянный, с резными изображениями, обделанный в серебро, и с надписями: «Мощи Св. Иоанна Златоуст., мощи Иосифа и Никодима, земля от гроба Господня и с места, идеже Св. Елена Царица крест нашла; 1692 г. июнь 29 сей крест гор. Олешни церкви Покрова Пресв. Богородицы по обещанию своему построил священник Петр Андреев, протопоп Плебед»; б) три иконы из старого иконостаса, замененного новым в недавнее время: икона ап. Павла и еван. Иоанна, икона ап. Петра и еван. Матфея, икона прав. Никодима; в) книги: Евангелие м. п. 1694 г.; книжка под заглавием: Богородице Дево, в стихах соч. преосв. Иоанна Максимовича, ч. п. 1707 г.
Известные настоятели обители:
1) Строитель Антоний, в монашестве Анфим, основатель обители, скончался в 1693 г.
2) Строитель иеромонах Феодосий, 1695 г.
3) Строитель иеромонах Ефрем, 1708 г.
4) Игумен Иларион Томарь, 1724—1731 гг., усердный ходатай о землях монастырских, которые были пред тем заняты сторонними людьми.
5) Игумен Афанасий Топольский, 1739 г.
6) Игумен Варфоломей Мозерян, известный по указу 1752 г.
7) Игумен Варлаам, 1760 г.
В 1782 г. в Вольновском монастыре, кроме строителя, были только два послушника, келии были деревянные. И однако тогда, как монастыри Святогорский, Куряжский и Сумской, по всему стоявшие гораздо выше Вольновского, как и многих белогородских, назначены были к закрытию и закрыты, Вольновский монастырь оставлен был на свое содержание в виде заштатного. В 1790 г. сюда поступил для управления монастырем 8) игумен Лаврентий. Впрочем, существование монастыря продолжалось после сего очень недолго. Он совсем закрыт в 1794 г.
Вот один из древних актов монастырских.
«С Вольнаго города пятидесятник Герасим Конюхов и десятники Созон Анфилисов, Иван Поволяев, Михаил Тулубаев, Фома Самоявалов, Михайла Нашивочников и Феодор Дубоносов с товарищами, со всей стрелецкой ротой. В прошлом 179 (1671) г. призвали мы стрельцы к себе в приход попа Антония Иванова да брата его Василья Иванова (причетника) к церкви Ильи Пророка и поступились мы стрельцы под церковь, где два престола, ему попу Антонию да брату его Василью в своих стрелецких дачах поместной земли 40 четвер. в Вольновском уезде, в урочищах к р. Ворсклице по обе стороны до Гутнева пруда, а от пруда на раскопанный курган и от раскопаннаго кургана на моховые болота на уззолья по сурковый курганчик, а от сурковаго курганчика на рокитов колок, на бывший плоский курган, вешним протоком наволочки к хотмыжскому рубежу, а от хотмыжскаго рубежа к р. Ворсклице. И в той своей поступной земле дали мы стрельцы ему попу Антонию да брату его Василию на себя запись в триста рублев денег. И в нынешнем 192 (1684) г. в тех же урочищах поступились мы стрельцы, по обещанию своему, под Государево богомолье, монастырь Св. Троицы и на приделы Николая Чудотворца да Никиты Вм. пятьдесят четвертей в поле, а в дву потому ж. И нам стрельцам в той своей поступной земле на поворот Вел. Государям и свят. Патриарху и преосв. Митрополиту на него попа Антония и на братию, кто будет в монастыре, не бить челом и от вступщиков очищать проторей и харчей его попа Антония и братию не доставать. А будет, мы стрельцы учнем его попа Антония и братию с той своей поступной земли станем изгонять и от вступщиков не очищать, проторей и харчей доставать или Вел. Государям и свят. Патриарху и преосв. Митрополиту бить челом на него попа Антония или на братью, кто будет в монастыре: и на нас стрельцах и на вступщиках взять ему попу Антонию и братии по сей нашей поступной земле за ряд триста рублев денег. А на том послуси Ивановской площади Тит Иванов, Гаврила Пономарев. А запись писал Троецкой площадной Ромка Иванов, л. 7192 (1684) г. сент. дня».
До революции селение входило в Богодуховский уезд Харьковской губернии.
В ходе Великой Отечественной войны в октябре 1941 года село было оккупировано наступавшими немецкими войсками, в августе 1943 года — освобождено 147-й стрелковой дивизии РККА.
После провозглашения независимости Украины село оказалось на границе с Россией, здесь был оборудован пограничный переход, который находится в зоне ответственности Сумского пограничного отряда Восточного регионального управления ГПСУ.
Население по переписи 2001 года составляло 1082 человека.
18 февраля 2015 года по распоряжению Кабинета министров Украины пограничный переход был закрыт.

## Объекты социальной сферы
- Школа.
- Дом культуры.
- Фельдшерско-акушерский пункт.
- Детский сад.
- Магазин продовольственых и не продовольствиных продуктов